# Sphingicampa jasonoides
Sphingicampa jasonoides är en fjärilsart som beskrevs av Lemaire 1971. Sphingicampa jasonoides ingår i släktet Sphingicampa och familjen påfågelsspinnare. Inga underarter finns listade i Catalogue of Life.